# Ünlüyaka, Niğde
Ünlüyaka là một xã thuộc huyện Ulukışla, tỉnh Niğde, Thổ Nhĩ Kỳ. Dân số thời điểm năm 2011 là 33 người.